# Love of My Life
«Love of My Life» (с англ. — «Любовь моей жизни») — песня английской рок-группы Queen с альбома A Night at the Opera. Написана Фредди Меркьюри для своей подруги Мэри Остин.
Известность приобрела концертная версия этой песни, и одна из таких записей с концерта Live Killers вышла в качестве сингла с живой записью песни «Now I’m Here» на стороне «Б».

## Студийная версия песни
Основным музыкальным инструментом в песне является рояль. Меркьюри говорил, что в партии рояля есть влияние Шопена и Бетховена. Также в песне используются арфа, электрогитара и бас-гитара. Арфа играет в начале и в конце. На гитаре Брайан Мэй играет соло, сопровождаемое роялем. Джон Дикон играет басы лишь в нескольких местах. Из ударных присутствуют только тарелки в одном месте.

## Видеоклип
Режиссёром видеоклипа является Дэннис Де Валланс. Видео снималось к концертной версии песни. В клипе показано концертное выступление группы в концертном зале Будокан в Токио и в Павильон-де-Пари в Париже, но звук наложен с концерта во Festhalle Frankfurt.
Сцена в Токио наполнена бирюзовой подсветкой, а в Париже обычное освещение. Есть различия и между костюмами музыкантов — в Токио у Мэя белый пиджак, а в Париже чёрная рубашка и белая жилетка. На Меркьюри в Токио белые подтяжки с красной и синей полосами по краям в то время, как в Париже на нём серебристые и красные подтяжки.

## Концертная версия песни
Мэй сделал более простую версию песни для концертных выступлений. В ней доминирующим инструментом является двенадцатиструнная гитара. Партий рояля и арфы в песне нет. В песне есть гитарное соло, но играется оно не на электрогитаре. В 1979 году концертное исполнение «Love of My Life» с альбома Live Killers было выпущено синглом.
Во время исполнения песни свет потухал и видны были лишь Меркьюри и Мэй, находящиеся вместе. Певец стоял с микрофоном, а гитарист сидел со своей гитарой возле него. Меркьюри иногда давал спеть припев зрителям, и когда они его пели, он дирижировал поклонниками. Это очень понравилось жителям Южной Америки, и поэтому там так полюбили эту песню. Песня никогда не игралась вместе с песней «The Prophet’s Song», хотя на альбоме одна плавно переходит в другую.
Когда песню играли Queen + Paul Rodgers, всю вокальную партию исполнял Мэй. Обычно он посвящал эту песню Меркьюри, но на концерте Return of the Champions он сказал, что в зале находится мать Меркьюри, и он посвятил песню ей.

## Список композиций
| №  | Название          | Автор(ы)        | Длительность |
| -- | ----------------- | --------------- | ------------ |
| 1. | «Love of My Life» | Фредди Меркьюри | 3:40         |

| №  | Название       | Автор(ы)   | Длительность |
| -- | -------------- | ---------- | ------------ |
| 1. | «Now I’m Here» | Брайан Мэй | 8:41         |

## Кавер-версии
- Группа Extreme исполнила песню на концерте The Freddie Mercury Tribute Concert.
- Группа Scorpions исполнила песню на концерте Acoustica в 2001 году.

## Позиции в хит-парадах
Великобритания
| Позиция | 63 | 70 |